# Bendorf (Holstein)
Bendorf er en kommune og en by i det nordlige Tyskland, beliggende i Amt Mittelholstein i den sydlige del af Kreis Rendsborg-Egernførde. Kreis Rendsborg-Egernførde ligger i den centrale del af delstaten Slesvig-Holsten.

## Geografi
Bendorf er beliggende omkring 22 km sydøst for Heide i et skovrigt område. Mod sydvest løber Bundesautobahn 23 fra Hamborg mod Heide.
I kommunen Bendorf findes de to landsbyer Bendorf og Oersdorf samt de mindre bebyggelser Keller, Lohmühle, Hohenhörn, Wassermühle, Oersdorfer Viert, Scharfenstein og Bendorfer Feld. Kommunen blev oprettet i 1938, da Bendorf og Oersdorf blev sammenlagt.